# Myophonus
Myophonus – rodzaj ptaków z podrodziny kląskawek (Saxicolinae) w obrębie rodziny muchołówkowatych (Muscicapidae).

## Rozmieszczenie geograficzne
Rodzaj obejmuje gatunki występujące w Azji.

## Morfologia
Długość ciała 19–35 cm, masa ciała 87–231 g.

## Systematyka
Rodzaj zdefiniował w 1822 roku holenderski zoolog Coenraad Jacob Temminck w publikacji własnego autorstwa poświęconej kolorowym ilustracjom różnych gatunków ptaków. Gatunkiem typowym jest (oznaczenie monotypowe) podgatunek gwizdokosa fioletowego, gwizdokos duży (M. caeruleus flavirostris).

### Etymologia
Myophonus: gr. μυις muia, μυιας muias ‘mucha’; φονευς phoneus ‘pogromca’, od φονος phonos ‘morderca’, θεινω theinō ‘uderzać’ (por. μυοφονος muophonos ‘zabójca myszy’, μυς mus, μυος muos ‘mysz’).

### Podział systematyczny
Do rodzaju należą następujące gatunki:
- Myophonus blighi (Holdsworth, 1872) – gwizdokos cejloński
- Myophonus melanurus (Salvadori, 1879) – gwizdokos lśniący
- Myophonus glaucinus (Temminck, 1823)  – gwizdokos błękitny
- Myophonus castaneus Wardlaw Ramsay, 1880 – gwizdokos kasztanowaty
- Myophonus borneensis H.H. Slater, 1885 – gwizdokos ciemny
- Myophonus robinsoni Ogilvie-Grant, 1905 – gwizdokos malajski
- Myophonus horsfieldii Vigors, 1831 – gwizdokos malabarski
- Myophonus insularis Gould, 1863 – gwizdokos wyspowy
- Myophonus caeruleus (Scopoli, 1786) – gwizdokos fioletowy